# Ферруццано
Ферруццано (італ. Ferruzzano, сиц. Ferruzzanu) — муніципалітет в Італії, у регіоні Калабрія,  метрополійне місто Реджо-Калабрія‎.
Ферруццано розташоване на відстані близько 530 км на південний схід від Рима, 110 км на південний захід від Катандзаро, 38 км на схід від Реджо-Калабрії.
Населення — 747 осіб (2014).
Щорічний фестиваль відбувається 19 березня. Покровитель — San Giuseppe.

## Демографія
Населення за роками:

Станом на 1 січня 2023 року в муніципалітеті офіційно проживало 59 іноземців з 11 країн, серед них 19 громадян країн Євросоюзу та 3 громадяни України.

## Сусідні муніципалітети
- Б'янко
- Бруццано-Цеффіріо
- Караффа-дель-Б'янко
- Сант'Агата-дель-Б'янко